# Мур, Лиам
Ли́ам Са́ймон Мур (англ. Liam Simon Moore; родился 31 января 1993, Лафборо, Лестершир) — английский и ямайский футболист, защитник и капитан клуба «Рединг». Выступает в составе «Нортгемптон Таун» на правах аренды.

## Клубная карьера
Лиам — воспитанник академии «Лестер Сити». В сезоне 2010/11 Мур был капитаном молодёжного состава «Лестера», дошедшего до четвертьфинала Молодёжного кубка Англии.

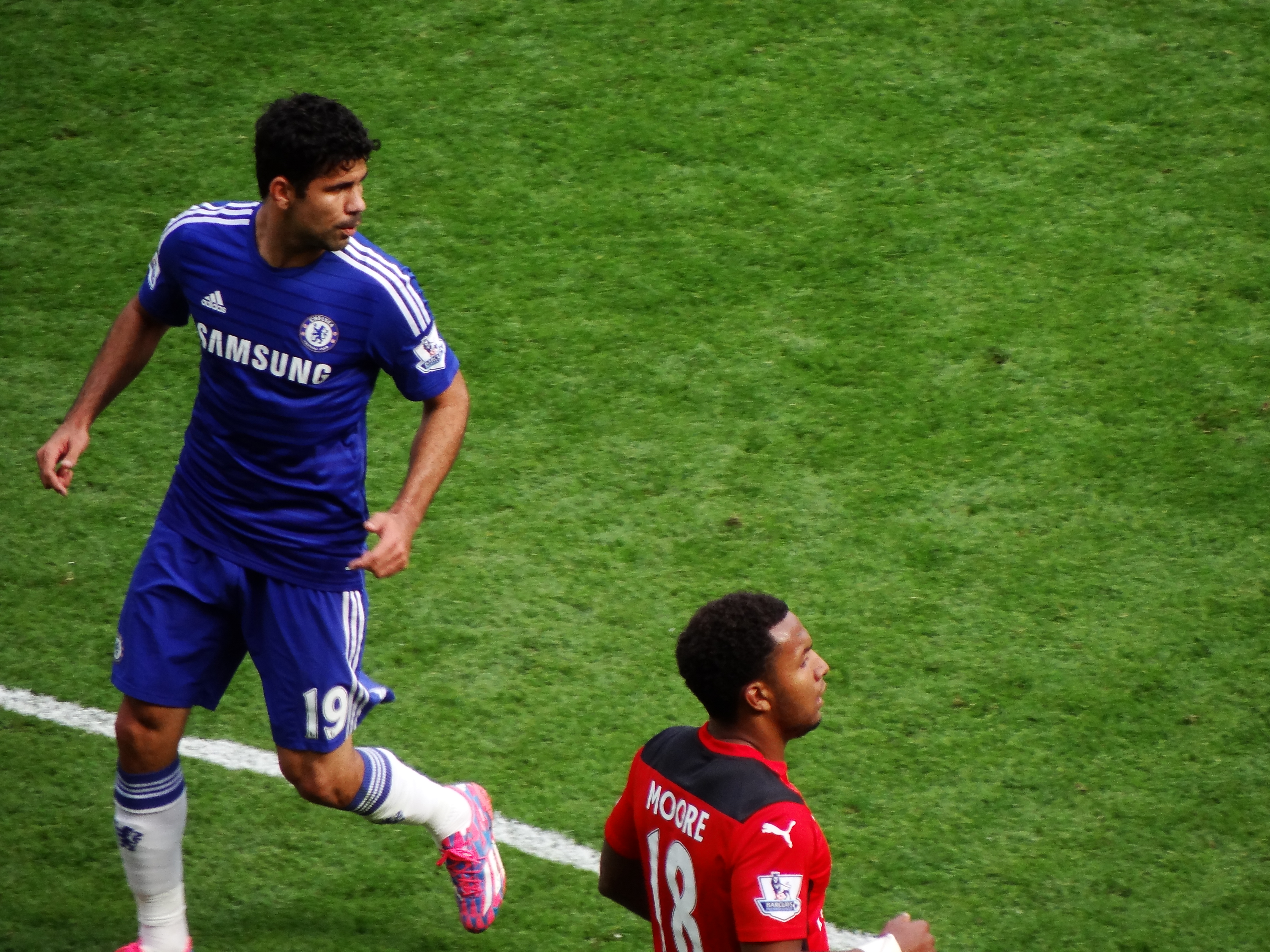
Диего Коста и Лиам Мур в августе 2014 года

В августе 2011 года Мур отправился в аренду в «Брэдфорд Сити», где выступал до конца года, сыграв в 22 матчах за клуб.
2 января 2012 года Лиам дебютировал в составе «Лестера», выйдя в стартовом составе команды на матч против «Кристал Пэлас». В сентябре 2012 года подписал с «лисами» трёхлетний контракт.
20 февраля 2013 года Мур перешёл в «Брентфорд» на правах аренды до окончания сезона.
30 марта 2013 года Мур был отозван из аренды после того, как капитан «лис» Уэс Морган получил дисквалификацию.
14 сентября 2013 года Мур забил свой первый гол на профессиональном уровне, отличившись в матче с «Уиган Атлетик». По итогам сентября 2013 года он был признан «молодым игроком месяца» в Футбольной лиге.
В январе 2014 года его пытался купить «Фулхэм», но «Лестер» отверг трансферное предложение лондонцев.
Мур дебютировал в Премьер-лиге 16 августа 2014 года в матче против «Эвертона», который завершился со счётом 2:2.
Сезон 2015/2016 Лиам Мур начал в аренде в «Бристоль Сити», присоединившись к «лисам» только в зимнее трансферное окно.
20 августа 2016 года футболист перешёл в футбольный клуб «Рединг» за 2 миллиона фунтов.

## Карьера в сборной
Лиам Мур выступал за сборные Англии до 17 лет и до 21 года.

## Достижения
Командные
- Победитель Чемпионшипа: 2013/14

Личные
- Молодой игрок месяца Футбольной лиги: сентябрь 2013